# Rufohammus rufifrons
Rufohammus rufifrons là một loài bọ cánh cứng trong họ Cerambycidae.